# Rand (mönster)
| Rand |
| --- |
| En tiger i en skogsmiljö. - Betydelse – långsmalt fält eller bredare streck som avviker mot omgivningen - Funktion – kamouflage, kommunikation (igenkänning, skam, varning) - Andra ord – strimma |

En rand är en långsmalt fält eller en bredare streck som är avvikande mot de omgivande fälten. Tillsammans med andra ränder förekommer den bland annat i dekor eller mönsterskapelser. Ett randigt mönster består av ränder som växlar mellan två eller fler olika färger. Randighet kan i djurvärlden ibland beskrivas som strimmighet.

## Ursprung
Ränder kan skapas genom rader av olika höjd, textur eller material, eller genom att använda olikfärgade material eller färgläggning. Randighet kan uppstå naturligt, som i sanddyner eller i en geologisk lagerföljd, eller som randiga mönster på växter eller djur.
Konstgjord randighet kan skapas via målning, infärgning, olika behandling av rader eller parning av olika material. I en vävstol kan man växla mellan olika material eller textilier med olika färg, och man kan efterbehandla väven genom att trycka eller brodera på ränder.
Ränder kan vara av olika tjocklek. Om de olika ränderna är lika breda/tjocka, kan det vara svårt att se vad som är bakgrund och vad som är ränder på bakgrunden. Randiga mönster kan markera en zon för ett särskilt ändamål, som exempelvis ett övergångsställe (engelska: zebra crossing) över en trafikerad bilväg.

## Olika sammanhang

### Kläder
Ränder i kläder kan ha särskilda betydelser. I det forntida Egypten var nemes en randig huvudbonad som endast bars av farao. I Romarriket markerade enstaka lodräta ränder på tunikan (clavus) någons status som senator eller riddare.

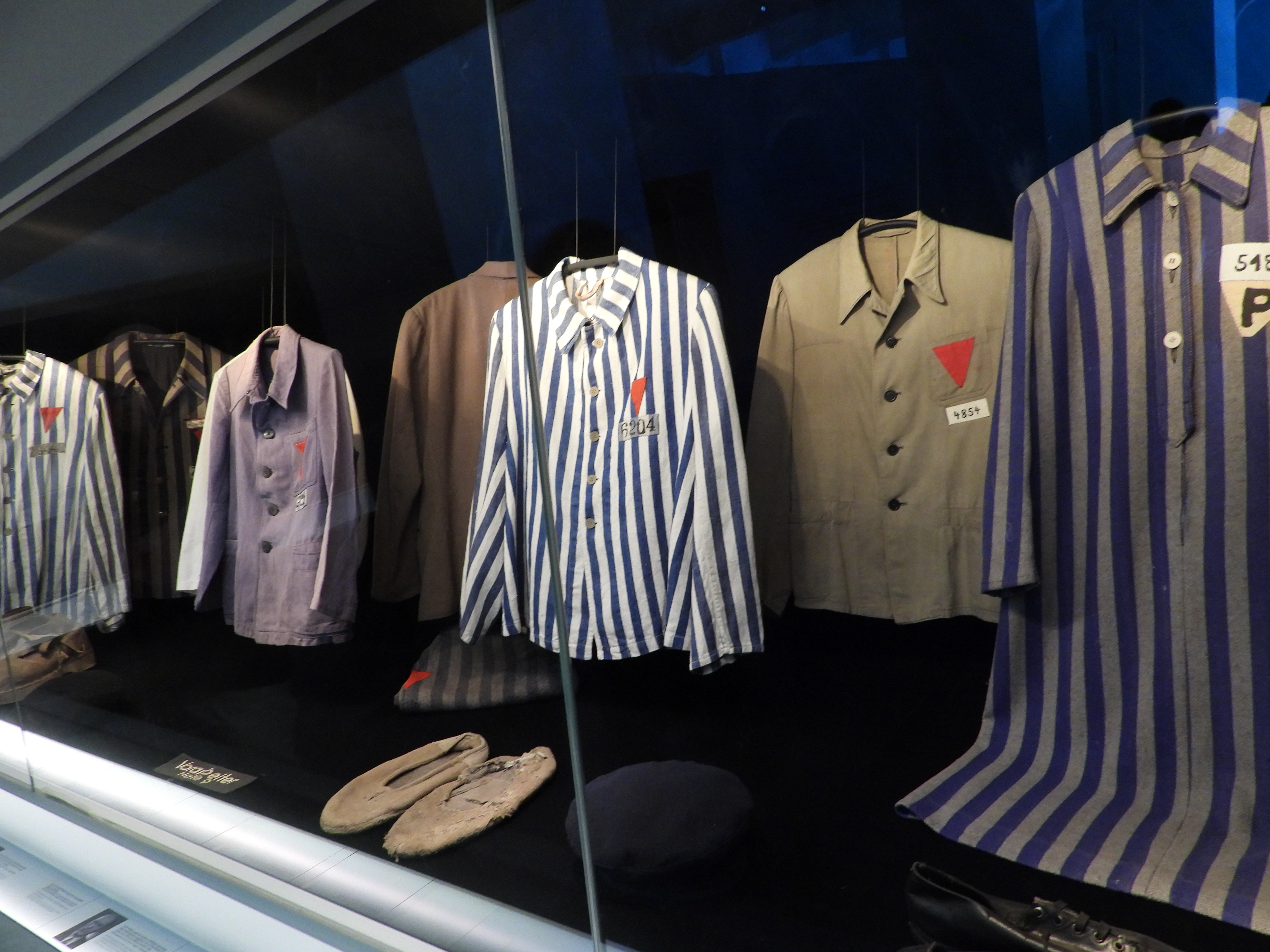
Randiga fångkläder från nazistiska koncentrationsläger.

Under medeltiden fick randiga kläder en negativ association i delar av Europa. Bland annat kättare, spetälska, judar och fritänkare kan i den medeltida konsten avbildas i randiga kläder, liksom djävulen själv. Det anses att en feltolkning av det gammaltestamentliga förbudet mot att bära kläder av olika material kan ligga bakom. Påven Bonifatius VIII införde förbud mot randiga prästkläder, medan i det medeltida Sachsen påbjöds prostituerade, livegna och dömda kriminella att bära randiga kläder. Randiga fångdräkter blev standard i 1800-talets USA, och det förekommer även på 2000-talet. Även i nazistiska koncentrationsläger var fångarnas kläder randiga. Ofta skulle ränderna symbolisera skammen att ha överträtt samhällets lagar, förutom att ränderna gjorde att fångarna lättare kunde känns igen om de rymde.
De franska revolutionärerna försökte i slutet av 1700-talet göra ränder till något positivt, genom att bära randiga byxor i trikolorens färger.
Genom historien har många militäruniformer varit randiga. I den franska flottan har man burit en vit bomullströja med horisontella blå ränder. Den ryska telnjasjka är en undertröja som använts som uniformsplagg för ryska marin- och elitsoldater. I övrigt förekommer ränder som officerstecken på ärmar och skulderpartier. 
Coco Chanel gjorde på 1950-talet den randiga tröjan till ett modeplagg.

### Konst och formgivning
Ränder är vanliga i flaggor, och den vanliga trikolor-typen av flagga består av tre jämnbreda ränder.
1960-talets OP-konst utnyttjade den flimrande optiska förvirringen när ögat ser på en yta som är uppdelar i likbreda ränder i kontrasterande färger (ofta svart och vitt). Victor Vasarely var en av ledarna för denna konstriktning.

### Djur och växter

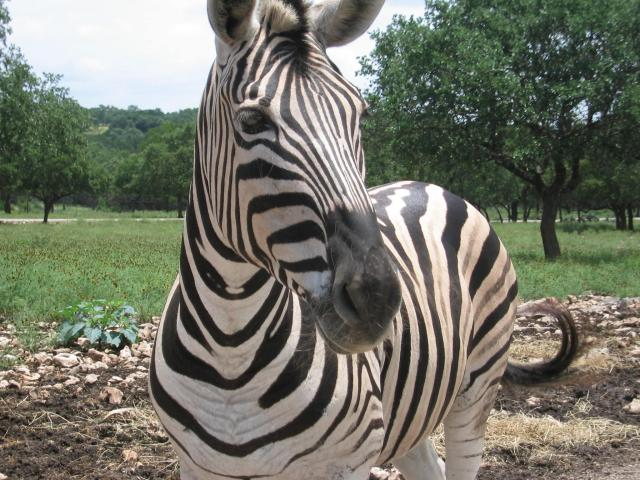
Zebror har randig päls.

Ett antal olika djur kännetecknas för sin randighet över hela eller delar av kroppen. Det inkluderar tigrar, strimmig hyena, okapi, sebramangust, getingar, abborre och makrill. Hos en del djur förekommer randigheten endast hos ungarna; exempel på detta är tapirungar och vildsvinskultingar. Kamoufleringsbehovet i en miljö av vertikala trädstammar eller högt gräs kan ibland gynna uppkomsten av randighet på djurpälsen. Ränderna kan även användas som symboler, och randigheten hos många gaddsteklar och grävlingar fungerar avskräckande. Zebrornas randighet anses ibland förvirra för plågsamma insekter. Hos ringsvanslemuren fungerar den randiga svansen som signal och kommunikation inom gruppen.
Enstaka ränder längs med ryggen kan benämnas som ål. Detta förekommer på en del åsnor, liksom hos fjordhäst. Hos en del fiskar finns sidoorgan som tillsammans skapar en randighet, exempelvis genom gälar.
I växtvärlden kan plantor ha blad, blommor eller frukter som är randiga. Randighet hos blad kan förorsakas av mer eller mindre hög klorofyllproduktion i olika delar av bladet, något som förekommer hos en del växter i undervegetationen i en tropisk regnskog.
Ränder kan också uppstå som ett resultat av sjukdom, men det kan också vara ett sätt för en växt att lura en bladätande insekt att tro att bladet är sjukt. Ett antal olika prydnadsväxter har randiga blad.

### Naturen i övrigt
Flera olika molntyper är ofta eller alltid randiga. Detta inkluderar cirrus och cirrocumulus. Kondensstrimmor är konstgjorda cirrusmoln som skapas av kondenserad vattenånga som släppts ut från ett flygplansmotor.